# Bolotnaja-Prozess

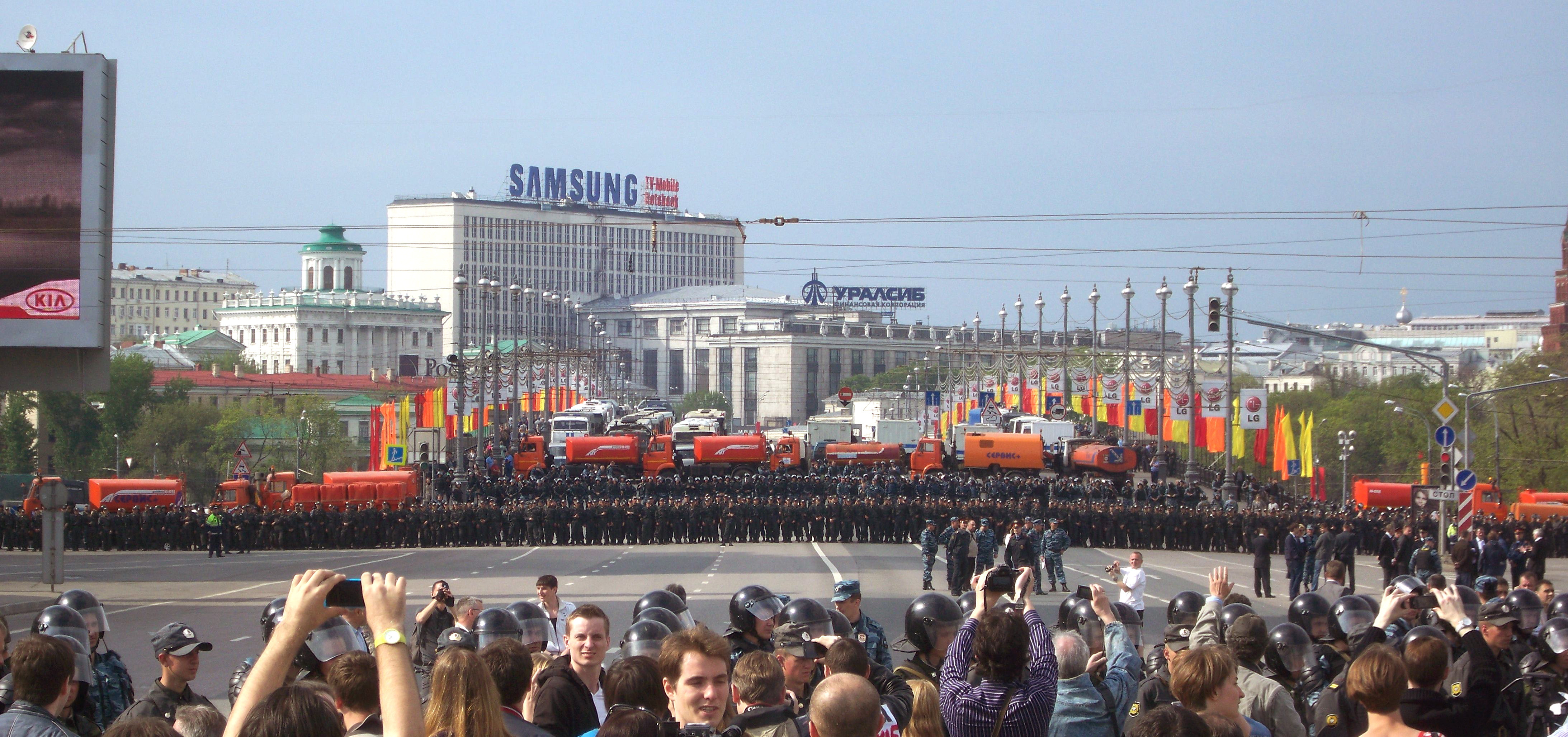
Moskau, 6. Mai 2012: Polizeiabsperrung auf der Großen Steinernen Brücke

Der Bolotnaja-Prozess (besser: der „Bolotnaja-Fall“ oder die „Bolotnaja-Prozesse“) ist ein vom Untersuchungskomitee der Russischen Föderation untersuchter und in einigen Fällen zur Anklage gebrachter Fall von mutmaßlichen Massenunruhen (Art. 212 StGB RF) und Gewaltanwendung gegen Staatsvertreter (Art. 318 StGB RF), welcher sich während der Protestaktion „Marsch der Millionen“ vom 6. Mai 2012 beim Marschieren der Demonstranten von der Jakimanka zum Bolotnaja-Platz in Moskau ereignet haben soll.
Die Bezeichnung „Bolotnaja-Prozess“ ist ein Sammelbegriff. Er umfasst die jeweils einzeln geführten Strafverfahren gegen Michail Kossenko, Maxim Lusjanin, Konstantin Lebedew, dem „Prozess der Zwölf“ und dem Verbund der Strafverfahren gegen den Chef der „Linken Front“ Sergei Udalzow und Leonid Raswosschajew.

## Geschichte
Im Juli 2014 Udalzow und Raswosschajew wurden zu viereinhalb Jahren Straflager verurteilt.
Insgesamt wurden 27 Menschen beschuldigt, darunter vier Frauen. Ein Angeklagter beging Suizid, drei wurden verurteilt, 15 Personen sind in Untersuchungshaft, drei stehen unter Hausarrest und einer ist in das Ausland emigriert. Mehr als 1.300 Zeugen wurden befragt, der Großteil davon aus Sicherheitsstrukturen. Im Zuge der Untersuchungen wurden die Wohnungen von Alexei Nawalny, Sergei Udalzow, Xenija Sobtschak, Boris Nemzow, Ilja Jaschin und Pjotr Wersilow durchsucht. An der Untersuchung beteiligten sich 200 Mitarbeiter des Untersuchungskomitees.
Die Verfolgungen unter dem Bolotnaja-Fall dauern noch an. Maksim Panfilow wurde im April 2016 festgenommen. Dmitri Butschenkow wurde am 2. Dezember 2016 festgenommen. Er wurde im März 2017 aus dem Gefängnis entlassen und unter Hausarrest gestellt. Gegen November des Jahres floh er ins europäische Ausland und beantragte dort politisches Asyl.
Laut Angaben der „Nowaja gaseta“ wird der Prozess von den Untersuchungsbeamten in privaten Gesprächen als politisch motiviert beschrieben. Die Menschenrechtsorganisation Amnesty International hat drei der Angeklagten als politische Gefangene eingestuft.
Zur Unterstützung der Figuranten des Bolotnaja-Prozesses wurde ein Komitee mit dem Namen „Komitee 6. Mai“ gegründet.

## Die Beschuldigten

### Wladimir Akimenkow
Geboren 1987, Aktivist der Organisation „Linke Front“. Befand sich vom 10. Juni 2012 bis Mitte Dezember 2013 in Untersuchungshaft und wurde aufgrund des von der Duma verabschiedeten Amnestiegesetzes anlässlich des 20. Jahrestages der Russischen Verfassung am 19. Dezember 2013 amnestiert. Ihm wurde die Teilnahme an Massenunruhen (Art. 212 Absatz 2 StGB RF) vorgeworfen. Akimenkow soll eine Fahnenstange auf einen Polizisten geworfen haben. Die Anklage stützt sich einzig auf die Aussage des OMON-Polizisten Jegorow. Er beteuerte stets seine Unschuld.
Wegen Akimenkows angeborener Augenkrankheit setzten sich mehrere Politiker und Menschenrechtler wie Ilja Ponomarjow oder Ljudmila Alexejewa dafür ein, dass Akimenkow eine angemessene ärztliche Versorgung erhält. Während des Prozesses beklagte Akimenkow am 29. Oktober die Verschlechterung seines Sehvermögens.

### Oleg Archipenkow
Geboren 1985, Mitarbeiter einer Tourismus-Agentur. Er wurde am 10. Juni 2012 festgenommen, befand sich am 6. Mai jedoch nicht auf dem Bolotnaja-Platz, sondern auf dem Theaterplatz, was auch in den Gerichtsunterlagen vermerkt ist. Ihm wird die Teilnahme an Massenunruhen vorgeworfen. Nach zwei Monaten in Untersuchungshaft wurde er unter der Auflage, das Land nicht zu verlassen, freigelassen. Die Anklage bleibt aber bestehen. Archipenkow ist kein Mitglied einer politischen Bewegung oder Partei.

### Andrei Barabanow
Geburtsjahr 1990, Künstler, Verurteilter im „Prozess der Zwölf“. Barabanow wurde am 28. Mai 2012 festgenommen und befand sich ab da bis zur Verkündung des Strafmaßes am 24. Februar 2014 in Untersuchungshaft. Ihm wurden der Aufruf zu Massenunruhen (Art. 212 Absatz 3 StGB RF) sowie die Gewaltanwendung gegen Staatsvertreter (Art. 318 StGB RF) zur Last gelegt. Somit drohten ihm eine Höchststrafe von 13 Jahren Haft. Barabanow soll eine OMON-Einheit getreten haben. Er hat seine Schuld in Bezug auf Artikel 318 eingeräumt, bestreitet allerdings seine Schuld in Bezug auf Artikel 212, da es seiner Meinung nach keine Massenunruhen gegeben habe. Das Gericht sprach Barabanow am 21. Februar 2014 schuldig und setzte am 24. Februar 2014 die Strafe auf 3 Jahre und 7 Monate Freiheitsentzug ohne Bewährung fest.
Während der Gerichtsverhandlung im „Prozess der Zwölf“ gab Barabanows Anwältin Swetlana Sidorkina an, Barabanow habe sich bei dem Geschädigten entschuldigt. Dieser soll die Entschuldigung angenommen und einer Einstellung des Verfahrens zugestimmt haben. Dennoch wurde seine Untersuchungshaft bis zum 24. Februar 2014 verlängert.

### Maria Baronowa

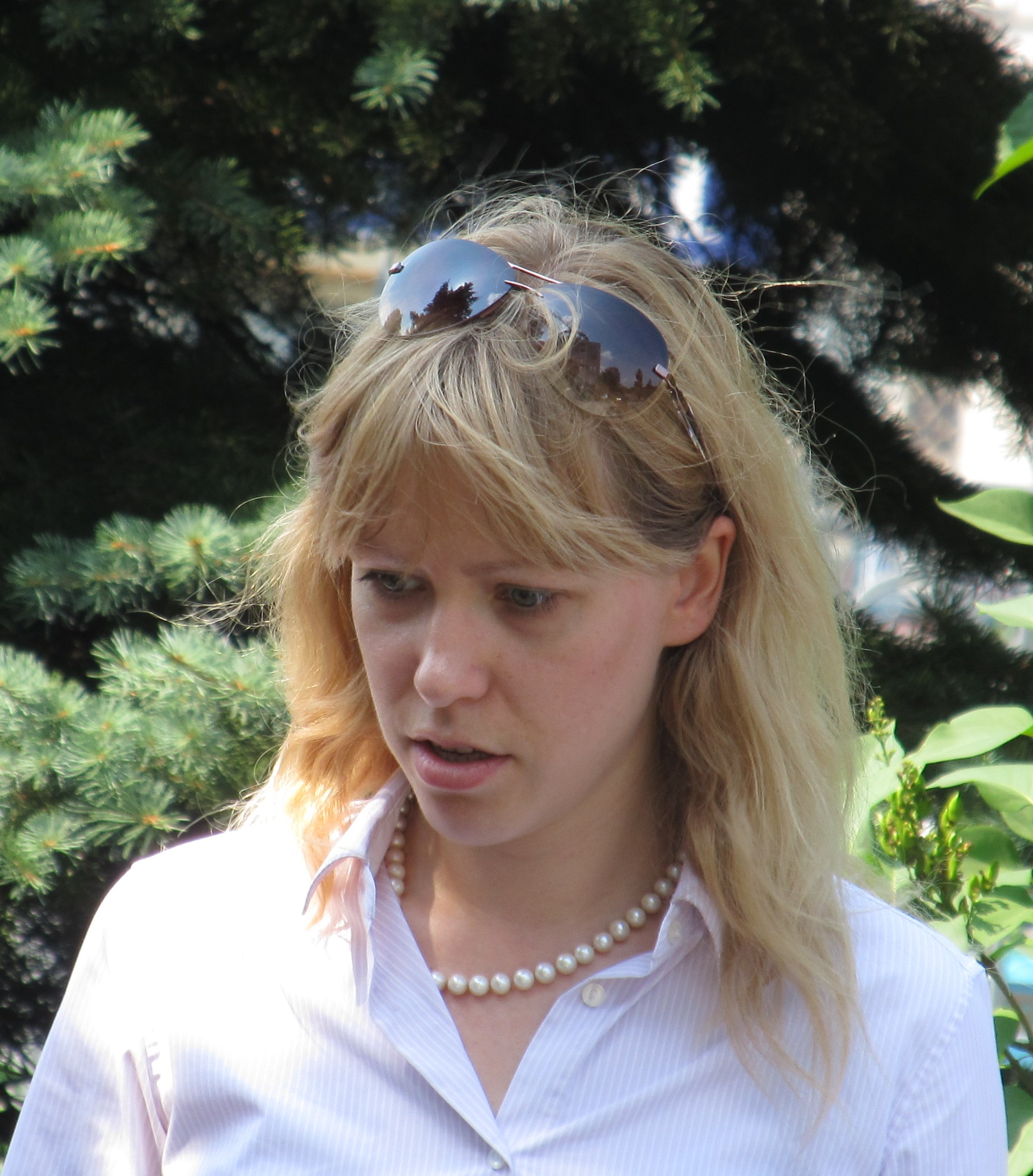
Maria Baronowa vor einem Moskauer Gericht während ihres Prozesses.

Geboren 1984, Mitglied der Partei des 5. Dezember. Am 21. Juni 2012 wurde Anklage gegen sie erhoben wegen des Aufrufs zu Massenunruhen (Art. 212 Absatz 3 StGB RF), worauf maximal 2 Jahre Haft stehen. Maria Boronowa durfte während des Ermittlungsverfahrens und während des „Prozesses der Zwölf“ das Land nicht verlassen. Am 19. Dezember 2013 wurde Maria Baronowa im Rahmen des von der Duma verabschiedeten Amnestiegesetzes anlässlich des 20. Jahrestages der Russischen Verfassung amnestiert.

### Fjodor Bachow
Geburtsjahr 1981, Chemiker. Bachow wurde am 10. Juni festgenommen. Ihm wird die Teilnahme an Massenunruhen (Art. 212 Absatz 2 StGB RF) vorgeworfen, worauf die Höchststrafe von acht Jahren steht. Auf Rat des Pflichtverteidigers legte Bachow ein Geständnis ab und wurde sofort für zwei Monate inhaftiert. Nachdem er einen von Menschenrechtsorganisationen verpflichteten Anwalt erhalten hatte, widerrief Bachow sein Geständnis umgehend. Er verbrachte fünf Monate in Untersuchungshaft und wurde am 6. November 2012 unter Auflagen freigelassen. Seitdem darf Bachow das Land nicht verlassen, die Anklage bleibt bestehen.

### Jaroslaw Beloussow
Geboren 1991, Student an der Lomonossow-Universität, Angeklagter im „Prozess der Zwölf“, hat einen Sohn. Beloussow wurde am 9. Juni 2012 verhaftet und befand sich von da an bis zum Urteil in Untersuchungshaft. Ihm wird die Teilnahme an Massenunruhen (Art. 212 Absatz 2 StGB RF) sowie Gewaltanwendung gegen Staatsvertreter (Art. 318 StGB RF) vorgeworfen. Er soll einen OMON-Polizisten mit einer Billardkugel beworfen haben. Die Anklage stützt sich auf die Aussage des Geschädigten Filippow.
Für Beloussow haben der Duma-Abgeordnete Tetjochin und etwa 10 kommunale Abgeordnete gebürgt. Die Untersuchungshaft wurde von den Moskauer Gerichten dennoch immer wieder verlängert, obwohl seine Verwandten bereit waren, eine Kaution zu hinterlegen.
Jaroslaw Beloussow wurde am 21. Februar 2014 schuldig gesprochen. Das am 24. Februar 2014 verkündete Strafmaß lautet 2 Jahre und 6 Monate Freiheitsentzug.

### Ilja Guschtschin
Geburtsjahr 1988, Psychologie-Student. Laut Angaben des Untersuchungskomitees soll Guschtschin am 6. Mai 2012 einen Polizisten an seiner Kleidung festgehalten und ihn so bei der Festnahme eines anderen Demonstranten behindert haben. Guschtschin wurde am 6. Februar 2013 festgenommen, ihm wird die Teilnahme an Massenunruhen (Art. 212 Absatz 2 StGB RF) sowie Gewaltanwendung gegen Staatsvertreter (Art. 318 StGB RF) vorgeworfen.

### Alexandra Naumowa (Duchanina)
Geburtsjahr 1993, Studentin an der Lomonossow-Universität, Verurteilte im „Prozess der Zwölf“. Duchanina wurde am 27. Mai 2012 festgenommen und befand sich bis zur Verkündung des Strafmaßes am 24. Februar 2014 unter Hausarrest. Ihr wurde die Teilnahme an Massenunruhen (Art. 212 Absatz 2 StGB RF) sowie Gewaltanwendung gegen Staatsvertreter (Art. 318 StGB RF) vorgeworfen. Laut Anklage soll Duchanina mit Asphaltbrocken auf OMON-Einheiten geworfen haben. Die Polizisten sollen Hautrötungen und Schmerzen erlitten haben.
Im April 2013 trat der Schriftsteller Wladimir Woinowitsch in einer Videobotschaft für Duchanina ein. Laut Woinowitsch sei die Biografie von Alexandra Duchanina zwar kurz, aber interessant. Man sehe außerdem auf den Fotos, welche als Beweismittel dienen, nicht genau, welchen Gegenstand Duchanina werfe. Zudem habe der betroffene Polizist nicht bestätigt, in irgendeiner Weise Schaden davongetragen zu haben. Woinowitsch glaube außerdem nicht, dass so eine junge Frau einen so gut geschützten OMON-Polizisten verletzen könne.
Am 26. Juli 2013 heiratete Duchanina ihren Freund Artjom Naumow und nahm seinen Familiennamen an. Duchanina wurde am 21. Februar 2014 schuldig gesprochen, das Strafmaß wurde am 24. Februar 2014 verkündet. Als einzige der acht Verurteilten erhielt sie eine Bewährungsstrafe von 3 Jahren und 3 Monaten.

### Alexei Gaskarow
Geburtsjahr 1985, einer der Sprecher der russischen antifaschistischen Bewegung, 27. und somit letzter Angeklagter im Bolotnaja-Prozess. Gaskarow wurde anfangs als Zeuge vernommen. Der Status änderte sich aber, nachdem ihn Zeugen erkannt haben sollen. Am 28. April 2013 wurde Gaskarow festgenommen und befindet sich seitdem in Untersuchungshaft. Am 5. März 2014 verlängerte ein Moskauer Gericht die Untersuchungshaft bis zum 28. April 2014. Ihm wird die Teilnahme an Massenunruhen (Art. 212 Absatz 2 StGB RF) sowie Gewaltanwendung gegen Staatsvertreter (Art. 318 StGB RF) vorgeworfen. Gaskarow hatte am 28. Mai 2012 selbst Anzeige wegen Körperverletzung seitens OMON-Einheiten erstattet.

### Stepan Simin
Geboren 1992, Student an der Fakultät für Politikwissenschaften an der Russischen Staatlichen Universität für Geisteswissenschaften, Verurteilter im „Prozess der Zwölf“. Ihm wurde die Teilnahme an Massenunruhen (Art. 212 Absatz 2 StGB RF) sowie Gewaltanwendung gegen Staatsvertreter (Art. 318 StGB RF) vorgeworfen. Die Anklage stützt sich auf die Aussage des geschädigten OMON-Polizisten. Nachdem dieser Simin zuerst nicht erkannte, belastete er ihn später und behauptete, Simin soll mit einem Asphaltbrocken geworfen und ihm so den Finger gebrochen haben. Laut einer Expertise wurde der Finger jedoch nicht durch einen Aufschlag gebrochen, sondern durch Verdrehen. Simin wurde bis zur Verkündung des Strafmaßes am 24. Februar 2014 in Untersuchungshaft gehalten. Das Strafmaß lautet 3 Jahre und 6 Monaten Freiheitsentzug. Der Schuldspruch selbst wurde bereits am 21. Februar 2014 gesprochen.

### Nikolai Kawkassky
Geburtsjahr 1986, Jurist, Menschenrechtler, Aktivist einer linken Bewegung, ehemals Angeklagter im „Prozess der Zwölf“. Kawkassky wurde am 25. Juli 2012 festgenommen. Ihm wird die Teilnahme an Massenunruhen (Art. 212 Absatz 2 StGB RF) vorgeworfen, worauf eine Höchststrafe von zwei Jahren steht. Kawkassky soll einen Polizisten geschlagen haben. Eine unabhängige Untersuchung von Journalisten des Internetportals Grani.ru kam zu dem Schluss, dass Kawkassky den Polizisten nicht geschlagen haben kann, sondern sich im Gegenteil von den Schlägen abgewendet habe.
Kawkassky leidet an einer Vielzahl von Krankheiten. Seine Anwälte wiesen mit Attesten mehrmals darauf hin, allerdings verschlechterte sich sein Gesundheitszustand in Untersuchungshaft laut eigenen Angaben weiter. Kawkassky war bis zum 2. August 2013 in Untersuchungshaft, danach wurde die Maßnahme in Hausarrest abgewandelt. Am 19. Dezember 2013 wurde das Verfahren gegen Kawkassky eingestellt. Kawkassky wurde amnestiert und der Hausarrest aufgehoben. Kawkassky beteuerte stets seine Unschuld.

### Alexandr Kamensky
Geboren 1977, Mitglied der nichtregistrierten Partei „Anderes Russland“, im Status eines Verdächtigen. Kamensky wurde am 6. Mai 2012 auf dem Teatralnaja-Platz festgehalten und am 10. Juni verhaftet. Allerdings wurde keine Anklage erhoben, wodurch Kamensky am 20. Juni unter Ausreiseverbot freigelassen wurde. Ermittelt wird weiterhin wegen aller drei Absätze des Artikels 212 StGB RF.

### Elena Kochtarjowa
Geburtsjahr 1955, Rentnerin. Kochtjarowa wird beschuldigt, am 6. Mai auf dem Bolotnaja-Platz während Massenunruhen Flaschen und andere Gegenstände auf Polizisten geworfen, sowie Gewalt gegen zwei Polizisten angewandt zu haben, die ihrerseits einen Mann festnehmen wollten. Am 25. März 2013 wurde Kochtarjowa von den Untersuchungsrichtern befragt und soll laut deren Aussagen ihre Teilnahme an Massenunruhen sowie Gewaltanwendung gegenüber Polizisten zugegeben haben. Kochtarjowa ist auf freiem Fuß, darf das Land allerdings nicht verlassen.

### Michail Kossenko
Geburtsjahr 1975. Kossenko hat eine Behinderung 2. Grades infolge einer Verletzung, die er sich während des Militärdienstes zugezogen hat. Kossenko wird die Teilnahme an Massenunruhen (Art. 212 Absatz 2 StGB RF) sowie lebens- und gesundheitsgefährdende Gewaltanwendung gegen Staatsvertreter (Art. 318 Absatz 2 StGB RF) vorgeworfen. Darauf gibt es eine Maximalstrafe von 18 Jahren Haft. Kossenko soll „mehrmals mit der Hand und einmal mit dem Fuß gegen den Körper des Polizisten“ geschlagen haben. Er wurde am 8. Juni 2012 festgenommen.
Vor mehr als zehn Jahren meldete Kossenko seine Behinderung. Die zuständigen Ärzte und Psychologen stuften ihn als adäquat und nicht gefährlich ein. Kossenko nahm regelmäßig Medikamente, zu denen ihm jedoch in Untersuchungshaft der Zugang erschwert war.
Eine auf Veranlassung des Untersuchungskomitees vom Serbski-Wissenschaftszentrum für Sozial- und Gerichtspsychiatrie durchgeführte Expertise stufte Kossenko als nicht zurechnungsfähig ein. Fachleute von der Unabhängigen Psychiatrischen Assoziation Russlands analysierten die Expertise und zweifelten die Schlussfolgerungen an. Daraufhin wandte sich das 6. Mai Komitee an die World Psychiatric Association mit der Bitte, die Expertise über Michail Kossenko zu prüfen.
Am 9. November 2012 begann der Prozess gegen Michail Kossenko. Am 6. September 2013 starb seine Mutter. Die Journalistin Soja Swetowa wandte sich im Zuge dessen an die Vorsitzende des Moskauer Gerichtshofs mit der Bitte, Michail zu erlauben, an der Beerdigung seiner Mutter teilzunehmen. Diese Bitte wurde abgelehnt.
Der OMON-Polizist Alexander Kasmin, der als Geschädigter als Zeuge im Prozess auftrat, gab zu, dass er Kossenko unter den Angreifenden nicht gesehen habe und sich nicht an ihn erinnere. Zwei weitere OMON-Polizisten stützten dagegen die Version der Anklage. Am 8. Oktober 2013 wurde Kossenko schuldig in beiden Anklagepunkten gesprochen, allerdings wegen Unzurechnungsfähigkeit in eine geschlossene psychiatrische Klinik zwangseingewiesen.
Amnesty International erklärte Michail Kossenko am 3. Oktober 2013 für einen politischen Gefangenen.
Am 11. Juni 2014 wurde die Zwangseinweisung auf Antrag der Klinik in eine ambulative Zwangsbehandlung abgemildert. Kossenko wurde nach Hause entlassen und muss ab da regelmäßig bei einem Arzt erscheinen.

### Leonid Kowjasin
Geburtsjahr 1986, Schauspieler, Journalist, der Einzige unter den Beschuldigten, der nicht aus Moskau stammt. Er wurde am 5. September 2012 in Kirow festgenommen und nach Moskau überführt. Ihm wurde die Teilnahme an Massenunruhen (Art. 212 Absatz 2 StGB RF) vorgeworfen. Grund der Anklage ist, dass Kowjasin sechs Toilettenhäuschen umgeschmissen haben soll. Er gab zu, beim Verschieben der Toilettenhäuschen (laut Fotos und Videos sind es nur drei) geholfen haben, allerdings nur, um die Menschen vor den angreifenden OMON-Einheiten zu schützen. Als Teilnehmer an Massenunruhen sieht er sich nicht.
Kowjasins Anwalt Ruslan Tschanidse überreichte dem Gericht eine Bürgschaft von einigen Kirower Kulturschaffenden. Der Chefredakteur der Zeitung, in welcher Kowjasin gearbeitet hatte, bot mehrfach an eine Kaution von 750 000 Rubel zu hinterlegen. Während des Gerichtsverfahrens wegen einer Beschwerde seitens der Verteidigung wurden am 28. November 2012 zahlreiche Empfehlungsschreiben von Journalisten und Redakteuren unterschiedlicher Medien eingereicht. Dennoch wurde die Beschwerde zurückgewiesen und Kowjasin bis zur Amnestierung am 19. Dezember 2013 in Untersuchungshaft gehalten. Seine Schuld hat er stets bestritten.

### Sergei Kriwow
Geboren 1961, verheiratet, zweifacher Vater, Mitglied der Partei RPR-PARNAS, Verurteilter im „Prozess der Zwölf“. Ihm wurde die Teilnahme an Massenunruhen (Art. 212 Absatz 2 StGB RF) sowie Gewaltanwendung gegen Staatsvertreter (Art. 318 Artikel 1 StGB RF) vorgeworfen. Kriwow soll einem Polizisten den Schlagstock abgenommen haben und damit denselben geschlagen haben. Auf den Beweisvideos sieht man jedoch keinen einzigen Schlag Kriwows, auch hat eine andere Person den Schlagstock entwendet. Laut Anklage soll Kriwow mit dem Schlagstock auf die Hände des Polizisten geschlagen haben, wodurch dieser Blutergüsse am Rücken erhielt. Kriwow selbst hält sich für nicht schuldig.
Nach der Verlängerung seiner Untersuchungshaft am 14. Dezember 2012 kündigte Kriwow einen Hungerstreik an, mit dem er seine Freilassung erzwingen wollte. Am 14. Januar 2013 wurde auch die Beschwerde auf die Haftverlängerung abgelehnt, und am 28. Februar des gleichen Jahres bis zum 6. Juli verlängert. Er blieb bis zur Verkündung des Strafmaßes am 24. Februar 2014 in Untersuchungshaft. Zuvor erging am 21. Februar bereits der Schuldspruch. Kriwow wurde zu einer Freiheitsstrafe von 4 Jahren ohne Bewährung verurteilt. Es ist die höchste Strafe aller acht im „Prozess der Zwölf“ Verurteilten.

### Konstantin Lebedew
Geburtsjahr 1979, war Mitglied in den Parteien Anderes Russland, RPR-PARNAS und der Russischen Sozialistischen Bewegung. Lebedew wurde im Oktober 2012 nach Ausstrahlung des Dokumentarfilms „Die Anatomie des Protestes“, in dem linke Aktivisten des Aufrufs zu Massenunruhen und der Planung der Machtübernahme in einigen Regionen Russlands bezichtigt wurden, vom Untersuchungskomitee zu einer Befragung einbestellt. Am 17. Oktober 2012 wurde er festgenommen und beschuldigt, die Massenunruhen auf dem Bolotnaja-Platz vom 6. Mai mitorganisiert und vorbereitet zu haben. Konstantin Lebedew legte ein umfassendes Geständnis ab. Am 26. April 2013 wurde Lebedew schuldig gesprochen und zu zwei Jahren und sechs Monaten Haft verurteilt.

### Maxim Lusjanin
Geboren im Jahr 1976, Geschäftsmann. Er wurde am 28. Mai 2012 verhaftet und wegen Teilnahme an Massenunruhen (Art. 212 Absatz 2 StGB RF) und Gewaltanwendung gegen Staatsvertreter (Art. 318 Absatz 1 StGB RF) angeklagt. Lusjanin soll Spezialeinheiten angegriffen haben, wodurch einer der Männer eine Verletzung im Zahnbereich erlitten haben soll. Lusjanin bekannte sich schuldig und vermied dadurch ein Beweisen der Schuld seitens des Staatsanwaltschaft. Das Urteil wurde am 9. November 2012 gesprochen, Maxim Lusjanin wurde zu 4,5 Jahren Gefängnis verurteilt.

### Denis Lutskewitsch
Geburtsjahr 1992, Student, Verurteilter im „Prozess der Zwölf“. Lutskewitsch wurde die Teilnahme an Massenunruhen (Art. 212 Absatz 2 StGB RF) und Gewaltanwendung gegen Staatsvertreter (Art. 318 Absatz 1 StGB RF) vorgeworfen. Er soll einem OMON-Polizisten den Helm entrissen sowie mit Asphaltbrocken geworfen haben. Die Anklage stützte sich auf die Zeugenaussage des Geschädigten Alexej Traerin. Traerin hat nach den Ereignissen auf dem Bolotnaja-Platz als Kompensation eine vom Staat bezahlte Wohnung erhalten. Lutskewitsch selbst bestreitet die Vorwürfe. Er habe nur einer jungen Frau geholfen, die von OMON-Einheiten weggezerrt wurde. Lutskewitsch ist der einzige der Angeklagten, der zahlreiche Verletzungsspuren an Rücken, Ohr und Kopf aufweist. Auf Fotos, die während der Festnahme entstanden, sind Rötungen des Rückens erkennbar.
Lutskewitschs Anwalt Dmitri Dinse legte dem Gericht mehrere Empfehlungsschreiben der Arbeitsstelle, der Universität und der Nachbarn vor. Seine Mutter erklärte sich bereit, ihre Wohnung im Wert vom mehr als 4 Mio. Rubel als Kaution zur Verfügung zu stellen. Dennoch wurde die Untersuchungshaft mehrmals und letztendlich bis zur Verkündung des Strafmaßes am 24. Februar 2014 verlängert. Schuldig gesprochen wurde Denis Lutskewitsch bereits am 21. Februar 2014. Lutskewitsch wurde zu 3 Jahren und 6 Monaten Freiheitsentzug verurteilt.

### Alexander Margolin
Geburtsjahr 1971, stellvertretender Leiter eines Verlages, 21. Festgenommener im Bolotnaja-Prozess. Margolin wird die Teilnahme an Massenunruhen (Art. 212 Absatz 2 StGB RF) und Gewaltanwendung gegen Staatsvertreter (Art. 318 Absatz 1 StGB RF) vorgeworfen. Er soll während der Zusammenstöße einen OMON-Polizisten zu Boden gerissen haben. Die Videos, auf die sich die Anklage stützt, wurden im Gericht nicht vorgeführt. Margolin bleibt mindestens bis zum 4. Februar 2014 in Untersuchungshaft.

### Alexei Polichowitsch
Geboren 1990, Student, Versicherungsangestellter, Verurteilter im „Prozess der Zwölf“. Polichowitsch wurde am 26. Juli 2012 festgenommen. Er war wegen der Teilnahme an Massenunruhen (Art. 212 Absatz 2 StGB RF) und Gewaltanwendung gegen Staatsvertreter (Art. 318 Absatz 1 StGB RF) angeklagt. Polichowitsch soll laut Anklage einen Festgenommenen aus den Griffen des OMON-Polizisten befreit haben, und dabei den Polizisten an der Hand verletzt haben. Die Anklage stützte sich auf die Aussage des Geschädigten und auf Videoaufnahmen. Polichowitsch wurde wie alle acht nach der landesweiten Amnestie verbliebenen Angeklagten im „Prozess der Zwölf“ am 21. Februar 2014 schuldig gesprochen. Das Strafmaß, welches am 24. Februar 2014 verkündet wurde, sieht eine Freiheitsstrafe von 3 Jahren und 6 Monaten vor.

### Leonid Raswosschajew
Geboren im Jahr 1973, Geschäftsmann. Raswosschajew ist verheiratet, hat zwei Kinder. Er ist politisch aktiv seit 1998 und Mitglied der Bewegung „Linke Front“. Er arbeitete als Mitarbeiter des Duma-Abgeordneten Ilja Ponomarjow. Raswosschajew wurde im Oktober 2012 nach Ausstrahlung des Dokumentarfilms „Die Anatomie des Protestes“, in dem linke Aktivisten des Aufrufs zu Massenunruhen und der Planung der Machtübernahme in einigen Regionen Russlands bezichtigt wurden, vom Untersuchungskomitee zu einer Befragung einbestellt. Daraufhin verließ Raswosschajew Russland und fuhr nach Kiew, um dort politisches Asyl zu beantragen. Am 19. Oktober 2012 wurde Raswosschajew in Kiew direkt vor dem Gebäude der UNHCR entführt und zurück nach Russland verschleppt. In der Zeit soll Raswoschaew nach eigener Angabe zwei Tage lang gefoltert worden sein, woraufhin er ein Schuldeingeständnis unterschrieb. Einige Tage später, am 25. Oktober 2012, widerrief Raswosschajew sein Geständnis und wartet seitdem in Untersuchungshaft auf den Beginn des gemeinsamen Prozesses gegen ihn und Sergei Udalzow wegen Planung und Organisation einer Straftat (Art. 30 Absatz 1 StGB RF) sowie wegen Planung und Organisation von Massenunruhen (Art. 212 Absatz 1 StGB RF).

### Dmitri Rukawischnikow
Geburtsjahr 1977, Leiter der Regionalabteilung der Bewegung „Linke Front“ in Iwanowo, Mitarbeiter des Duma-Abgeordneten Ilja Ponomarjow. Rukawischnikow wurde am 2. April 2013 festgenommen; ihm wird Teilnahme an Massenunruhen (Art. 212 Absatz 2 StGB RF) vorgeworfen. Rukawischnikow soll am 6. Mai 2012 auf dem Bolotnaja-Platz versucht haben, eine mobile Toilette umzuwerfen. Seine Untersuchungshaft ist angeordnet bis zum 6. Februar 2014.

### Anastassija Rybatschenko
Geboren am 11. September 1991, Aktivistin der Bewegung „Solidarnost“, hält sich im Ausland auf, war im Dezember 2013 amnestiert.
Am 6. Mai 2012 wurde Rybatschenko gegen Ende der Kundgebung auf dem Bolotnaja-Platz für fünf Tage festgehalten. Im Juli 2012 wurde die Wohnung ihrer Mutter durchsucht. Zu jener Zeit hielt sich Rybatschenko in Deutschland auf und beschloss, vorerst nicht nach Russland zurückzukehren. Am 11. September 2012 wurde Rybatschenko landesweit zur Fahndung ausgeschrieben; im Dezember 2012 wurde schließlich Anklage erhoben wegen der Teilnahme an Massenunruhen (Art. 212 Absatz 2 StGB RF). Diese Straftatbestände sehen eine Höchststrafe von bis acht Jahren Freiheitsentzug vor.
Derzeit hält sich Rybatschenko in Estland auf, wo sie sich an der Technischen Universität Tallinn im Bachelorstudiengang „Internationale Beziehungen“ eingeschrieben hat. In Russland wurde Rybatschenko exmatrikuliert, nachdem Ermittler an ihrer Universität, wo sie Politikwissenschaften studiert, erschienen waren.
Im Oktober 2013 wurde Rybatschenko auf Beschluss des Moskauer Stadtgerichts in Abwesenheit verurteilt und zur internationalen Fahndung ausgeschrieben. Laut Rybatschenko wurde der Antrag bei Interpol bereits im Juni 2013 gestellt. Daraufhin riet der Premierminister von Estland Andrus Ansip, Rybatschenko solle sich offiziell an Estland wenden und bestenfalls politisches Asyl beantragen. Dieser Prozess sei völlig unpolitisch, und er sei sich sicher, dass der Antrag genehmigt würde. Als Antwort darauf veröffentlichte Rybatschenko einen offenen Brief an Andrus Ansip, in dem sie darauf verwies, dass Interpol den Artikel 3 der eigenen Verfassung einhalten müsse, welcher es verbietet, politisch Verfolgte zur internationalen Fahndung auszuschreiben. Sollte Interpol die eigene Verfassung einhalten, brauche sie nicht Asyl zu beantragen, so Rybatschenko. Vielmehr sei es ihr Wunsch, irgendwann wieder nach Russland zurückzukehren.
Im Zuge der landesweiten Amnestie wurde Rybatschenko im Dezember 2013 amnestiert. Daraufhin wurde sie auch aus der Fahndungsliste gestrichen.

### Artjom Sawjolow
Geburtsjahr 1979, Angeklagter im „Prozess der Zwölf“, politischer Gefangener nach Einschätzung von Amnesty International. Auf seiner ersten Demonstration wurde Sawjolow am 6. Mai 2012 festgehalten. Er soll unter anderem den Satz „Nieder mit dem Polizeistaat!“ geschrien haben. Laut Bekannten und Freunden stottert Sawjolow jedoch so heftig, dass er kaum einen Satz fehlerfrei zu Ende sprechen kann. Am 9. Juni 2012 wurde Sawjolow festgenommen und der Teilnahme an Massenunruhen (Art. 212 Absatz 2 StGB RF) und Gewaltanwendung gegen Staatsvertreter (Art. 318 Absatz 1 StGB RF) angeklagt. Er soll einen Polizisten am Arm gepackt und versucht haben, ihn in eine „aggressive Gruppe von Menschen“ zu zerren. Die Anklage stützt sich auf die Aussage eines OMON-Polizisten, der jedoch die Handlungen Sawjolows nicht als Gewalt klassifizieren wollte.
Der Anwalt Sawjolows wies auf dessen Herzprobleme hin und forderte ärztliche Versorgung. Sawjolows Vater war bereit, eine Kaution in Höhe von 540 000 Rubel zu hinterlassen. Dennoch wurde die Untersuchungshaft immer wieder bis zum 24. Februar 2014, dem Tag der Verkündung des Strafmaßes, verlängert. Der Schuldspruch selbst erging bereits am 21. Februar 2014. Sawjolow muss eine Freiheitsstrafe von 2 Jahren und 7 Monaten absitzen.

### Richard Sobolew
1990 Geboren, Elektrotechniker, derzeit arbeitssuchend. Sobolew wurde am 6. Mai 2012 auf dem Theaterplatz in Moskau festgehalten und am 10. Juni 2012 festgenommen. Ihm wird die Teilnahme an Massenunruhen (Art. 212 Absatz 2 StGB RF) vorgeworfen. Am 9. August 2012 wurde er unter Ausreiseverbot freigelassen, die Vorwürfe bleiben aber bestehen.

### Sergei Udalzow
Geburtsjahr 1977, Jurist, linker Oppositionspolitiker, einer der Organisatoren der Proteste des Winters 2011/2012. Nach Ausstrahlung des Dokumentarfilms „Die Anatomie des Protestes“, in dem linke Aktivisten des Aufrufs zu Massenunruhen und der Planung der Machtübernahme in einigen Regionen Russlands bezichtig wurden, wurden gegen Udalzow Ermittlungen aufgenommen und am 19. Juni 2013 wegen Planung und Organisation einer Straftat (Art. 30 Absatz 1 StGB RF) sowie wegen Planung und Organisation von Massenunruhen (Art. 212 Absatz 1 StGB RF) gegen ihn und Raswosschaew Anklage erhoben. Udalzow soll vom damaligen georgischen Abgeordneten Givi (Georgi) Targamadze Geld angenommen haben und Massenunruhen und Anschläge in ganz Russland geplant und die Massenunruhen auf dem Bolotnaja-Platz am 6. Mai 2012 vorbereitet haben. Anfangs hatte ein Gericht Udalzow auferlegt, seinen Wohnort nicht ohne Genehmigung zu verlassen, nach Nichteinhaltung jedoch im Februar 2013 in Hausarrest geändert. Er darf weder Telefon noch Internet benutzen und keinen Kontakt zur Presse aufnehmen. Im Dezember 2013 wurde die Anklage vom Gericht an das Untersuchungskomitee zur Überarbeitung zurücküberwiesen.